# جامعة رشيد
جامعة رشيد هي جامعة خاصة أنشأت في عام 2019، وتم تشغيل أولى كلياتها فى فبراير 2024 وموجودة بمدينة رشيد بمحافظة البحيرة بدلتا مصر.

## الكليات

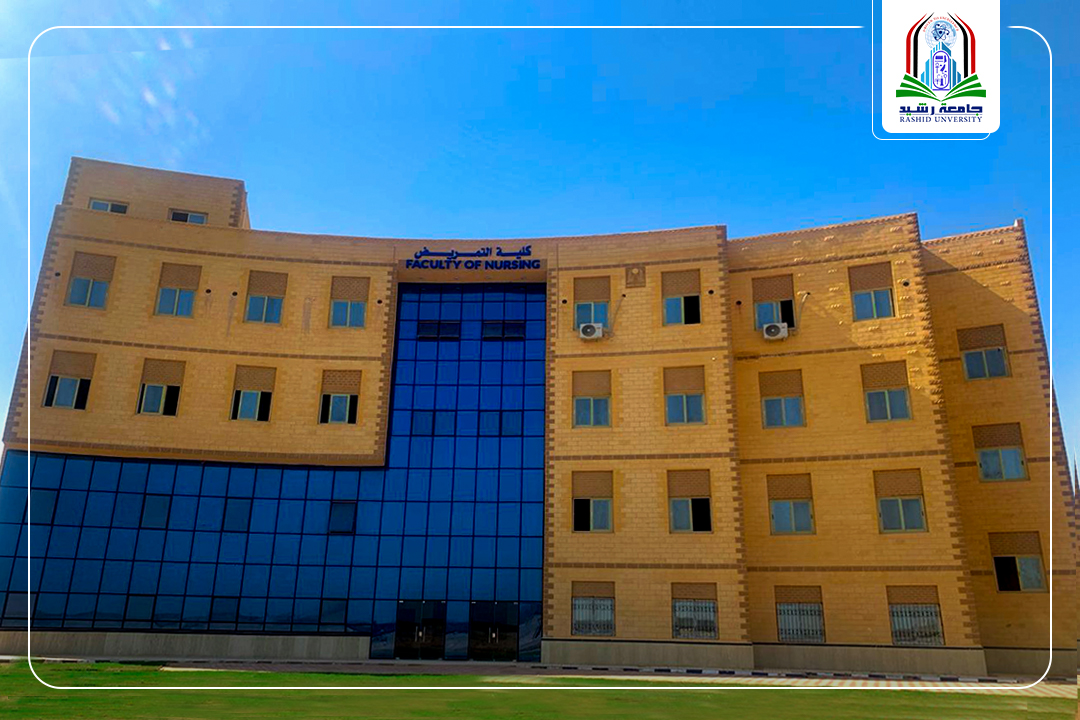

- كلية العلاج الطبيعى
- كلية التمريض